# HMS Encounter (H10)
Pour les autres navires du même nom, voir HMS Encounter.
Le HMS Encounter (pennant number H10) est un destroyer de classe E lancé pour la Royal Navy en 1934.

## Construction

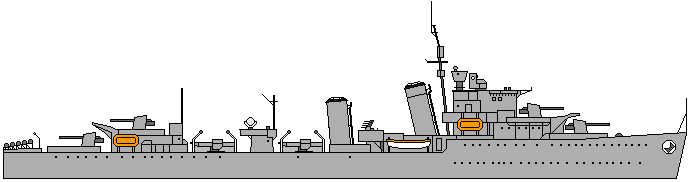
Profil d'un destroyer de la classe E.

L'Encounter, le sixième navire de ce nom à servir dans la Royal Navy, est commandé le 1er novembre 1932 à Hawthorn Leslie and Company à Hebburn dans le cadre du programme naval de 1931. Sa quille est posée le 15 mars 1932 et il est lancé le 29 mars 1934. Le navire fut mis en service le 2 novembre 1934, pour un coût total de 252 250 £, excepté l'équipement fourni par le gouvernement comme l'armement.
Le Encounter est un des 9 navires de la classe E, version allongée de la classe A de 1927 et sur la classe D précédente, permettant d'améliorer leur endurance. Ses quatre canons, en affût simple, sont de 120 mm (4,7 pouces). Ils sont superposés deux à la proue et les deux autres à la poupe. Deux plateformes de tubes lance-torpilles quadruples de 533 mm sont présentes dans l'axe du navire, installées après les deux cheminées et séparées par une plateforme projecteur. Il n'est pas équipé à l'origine comme dragueur de mines.
Les destroyers des classes E et F déplacent 1 428 t en charge normale et 1 970 t en pleine charge. Ils ont une longueur totale de 100,3 mètres, une largeur de 10,1 mètres et un tirant d'eau de 3,8 mètres. Ils sont propulsés par deux turbines à vapeur à engrenages Parsons, chacune entraînant un arbre d'hélice, utilisant la vapeur fournie par trois chaudières à trois tambours Almirauty qui fonctionnent à une pression de 20,7 bar (300 psi) et à une température de 327 °C. Les turbines développent une puissance totale de 36 000 chevaux-vapeur (27 000 kW) et atteignent une vitesse maximale de 35,5 nœuds (65,7 km/h). Les destroyers transportent un maximum de 470-480 tonnes de mazout, ce qui leur donne une autonomie de 6 350 milles nautiques (11 760 km) à 15 nœuds (28 km/h).L'effectif du navire est de 145 officiers et matelots.
Une modernisation de temps de guerre est opérée dès 1940. À partir de mai 1940, le banc arrière des tubes de torpilles est retiré et remplacé par un canon antiaérien QF de 12 livres 20-cwt, le mât arrière et la cheminée étant coupés pour améliorer le champ de tir du canon. Quatre à huit canons Oerlikon QF de 20 mm sont ajoutés aux navires survivants, remplaçant généralement les supports de mitrailleuse de calibre .50 entre les cheminées. Au début de la guerre, le stockage des grenades sous-marines est passé à 38. En 1943, on lui enlève son canon "Y" sur le pont arrière pour permettre un stockage supplémentaire de grenades sous-marines et l'installation de deux lanceurs de grenades sous-marines supplémentaires. Le canon de 12 livres est retiré pour permettre l'installation d'un radiogoniomètre Huff-Duff sur un mât principal court et pour permettre le stockage de charges sous-marines supplémentaires. On remplace son canon "A" ou "B" par un mortier Hedgehog anti-sous-marin, et sa tour de contrôle et son télémètre au-dessus du pont sont retirés en échange d'un radar de repérage de cible Type 271. Un radar de recherche de surface à courte portée de type 286, adapté du radar ASV de la Royal Air Force, est également ajouté.

## Histoire
À sa mise en service, il est attribué à la Home Fleet lors de sa croisière aux Antilles entre janvier et mars 1935 avant de rejoindre la Mediterranean Fleet en septembre 1935 pendant la crise d'Abyssinie. Il entre en collision son sister-ship HMS Echo le 19 novembre lors d'un exercice de nuit au large d'Alexandrie. Pendant la guerre civile espagnole de 1936-39, il patrouille au large du pays et dans le golfe de Gascogne, faisant respecter le blocus des armes imposé par la Grande-Bretagne et la France des deux côtés du conflit. Il est gravement endommagé lors d'une autre collision le 26 septembre 1938. Réparé à Hebburn, il effectue des patrouilles de non-intervention au large de Gibraltar durant les trois premiers mois de 1939.
L'Encounter est ensuite assigné à l'escorte de convois et aux patrouilles anti-sous-marines dans les atterrages occidentaux, lorsque la Seconde Guerre mondiale débute en septembre 1939. Il participa à la campagne norvégienne, où il escorte notamment les porte-avions Ark Royal et Glorious, et les cuirassés Warspite et Valiant dans les eaux norvégiennes. Au milieu des années 1940, il rejoint Force H, participant aux batailles de Dakar et du cap Teulada plus tard dans l'année. Le navire est transféré à la Mediterranean Fleet en 1941 où il escorte des convois à Malte.
Alors en cale sèche à Malte en mai 1941, le destroyer est gravement endommagé à deux reprises lors de bombardements, quelques semaines après son arrivée en Méditerranée. Il est brièvement réaffectée à Force H après ses réparations avant de rejoindre de nouveau la Mediterranean Fleet la même année, notamment en mouillant des mines au large de Livourne, en Italie. Brièvement affecté au Commandement de l'Atlantique Sud en septembre, le navire est transféré dans l'Eastern Fleet à Singapour le mois suivant, où il passe les premiers mois de 1942 à escorter des convois entre Singapour et les Indes orientales néerlandaises avec la Force Z, sous le contrôle ABDACOM. Il fut l'un des navires alliés retenus pour intercepter les convois d'invasion japonais lors de la campagne des Indes néerlandaises en février 1942 et participa à la Première bataille de la mer de Java.
Lors de la Seconde bataille de la mer de Java, les HMS Exeter, Encounter et le destroyer américain USS Pope reçoivent l'ordre de se rendre à Colombo par le détroit de la Sonde. Partis dans la soirée du 28 février, ils sont interceptés par les croiseurs lourds japonais Nachi, Haguro , Myōkō et Ashigara et les destroyers Akebono, Inazuma, Yamakaze et Kawakaze au matin du 1er mars. L'Encounter est gravement endommagé alors qu'il protégeait avec un écran de fumée l'Exeter immobilisé. Le Lieutenant commander Eric Morgan, capitaine du destroyer, ordonna son sabordage pour éviter qu'il ne tombe aux mains des japonais. Le navire chavira et coula vers 12 h 10. Huit hommes d'équipage furent tués et les 149 survivants furent sauvés par le destroyer japonais Ikazuchi le jour suivant. Prisonniers de guerre, environ un quart d'entre eux moururent en captivité avant la fin de la guerre en 1945.
L'épave du navire fut découverte le 21 février 2007 à une profondeur de 60 à 61 mètres. Lors d'une expédition sur le site en 2016, elle fut presque entièrement renflouée par des opérations de pillage illégales.

### Honneurs de bataille
- ATLANTIC 1939
- NORWAY 1940
- SPARTIVENTO 1940
- LIBYA 1941
- MALTA CONVOYS 1941
- MEDITERRANEAN 1941

### Participation auxconvois
Le Encounter a navigué avec les convois suivants au cours de sa carrière:
1. Convoi Hebrew
2. Convoi BC 10F
3. Convoi BC 10FR
4. Convoi BM 9A
5. Convoi BM 11
6. Convoi BM 12
7. Convoi HG 70
8. Convoi HN 6
9. Convoi HN 16
10. Convoi HN 18
11. Convoi HN 20
12. Convoi MT 89
13. Convoi OA 35
14. Convoi OG 70
15. Convoi ON 6(Nor)1
16. Convoi ON 7(Nor)1
17. Convoi ON 11(Nor)1
18. Convoi ON 16(Nor)1
19. Convoi ON 18(Nor)1
20. Convoi ON 20(Nor)1
21. Convoi WS 11
22. Convoi WS 11B
23. Convoi WS 11F

### Commandement
- Lieutenant Commander (Lt.Cdr.) Aubrey St. Clair-Ford (RN) du 4 avril 1938 au 9 novembre 1939
- Lieutenant Commander (Lt.Cdr.) Eric Vernon St. John Morgan (RN) du 9 novembre 1939 au 1er mars 1942